# 平湯樹里
平湯 樹里（ひらゆ じゅり、1990年2月28日 - ）は、日本の元女優。元宝塚歌劇団雪組の男役。
福岡県福岡市、福岡女子高等学校出身。身長167cm。愛称は「じゅり」。
宝塚歌劇団時代の芸名は悠斗イリヤ（ゆうと いりや）。
所属事務所はワイケーエージェント。
2025年6月1日、芸能活動引退を発表。

## 来歴
2006年、宝塚音楽学校入学。
2008年、音楽学校卒業後、宝塚歌劇団に94期生として入団。入団時の成績は11番。月組公演「ME AND MY GIRL」で悠斗イリヤとして初舞台。その後、雪組に配属。
2015年10月11日、「星逢一夜／La Esmeralda」東京公演千秋楽をもって、宝塚歌劇団を退団。
退団後は平湯樹里と改名し、芸能活動を続けていたが、2025年5月、所属事務所ワイケーエージェントを退所し、芸能活動から引退した。

## 宝塚歌劇団時代の主な舞台

### 初舞台
- 2008年3 - 5月、月組『ME AND MY GIRL』（宝塚大劇場のみ）

### 雪組時代
- 2008年8 - 11月、『ソロモンの指輪』『マリポーサの花』
- 2009年3 - 5月、『風の錦絵』『ZORRO 仮面のメサイア』 - 新人公演：サンチョ（本役：帆風成海）
- 2009年7 - 10月、『ロシアン・ブルー』 - 新人公演：キリル・カバレフスキー（本役：透真かずき）『RIO DE BRAVO!!（リオ デ ブラボー）』
- 2010年2 - 4月、『ソルフェリーノの夜明け』 - 新人公演：ゴーダン（本役：香綾しずる）『Carnevale（カルネヴァーレ）睡夢（すいむ）』
- 2010年6 - 9月、『ロジェ』『ロック・オン!』
- 2010年10 - 11月、『オネーギン Evgeny Onegin』（日本青年館・バウホール） - 召使い（ジャン）
- 2011年1 - 3月、『ロミオとジュリエット』
- 2011年4 - 5月、『ニジンスキー-奇跡の舞神-』（バウホール・日本青年館）
- 2011年7月、『灼熱の彼方〜「オデュセウス編」と「コモドゥス編」〜』（バウホール） - ティルティウス
- 2011年9 - 11月、『仮面の男』 - 絵描き、新人公演：アラミス（本役：蓮城まこと）『ROYAL STRAIGHT FLUSH!!』
- 2011年12 - 2012年1月、『Samourai』（ドラマシティ・日本青年館） - リシャール
- 2012年3 - 5月、『ドン・カルロス』 - 幻覚（男）、新人公演：アレハンドロ・ファルネーゼ（本役：彩凪翔）『Shining Rhythm!』
- 2012年7 - 8月、『フットルース』（梅田芸術劇場・博多座）
- 2012年10 - 12月、『JIN-仁-』 - 入谷夕太郎、新人公演：緒方洪庵／緒方医師（本役：飛鳥裕）『GOLD SPARK!-この一瞬を永遠に-』
- 2013年2月、『ブラック・ジャック』（ドラマシティ・日本青年館） - セバスチャン
- 2013年4 - 7月、『ベルサイユのばら-フェルゼン編-』 - 農民、新人公演：シャロン（本役：香綾しずる）
- 2013年8 - 9月、『春雷』（バウホール） - ラウファー
- 2013年11 - 2014年2月、『Shall we ダンス?』 - 新人公演：ダンサー『CONGRATULATIONS 宝塚!!』
- 2014年3月、『ベルサイユのばら-オスカルとアンドレ編-』（全国ツアー） - ロセロワ
- 2014年6 - 8月、『一夢庵風流記 前田慶次』 - 上杉景勝、新人公演：北条氏規（本役：朝風れい）『My Dream TAKARAZUKA』
- 2014年10 - 11月、『パルムの僧院-美しき愛の囚人-』（バウホール） - バルボーネ
- 2015年1 - 3月、『ルパン三世 -王妃の首飾りを追え!-』 - 座長、新人公演：マクシミリアン・ロベスピエール（本役：香綾しずる）『ファンシー・ガイ!』
- 2015年5 - 6月、『アル・カポネ-スカーフェイスに秘められた真実-』（ドラマシティ・赤坂ACTシアター） - ビル・ロベット
- 2015年7 - 10月、『星逢一夜（ほしあいひとよ）』 - 奥平玄二郎『La Esmeralda（ラ エスメラルダ）』 退団公演 [5]

### 出演イベント
- 2009年11月、音月桂ディナーショー『The K-ing. DOM-進化するK-』[6]

## 宝塚歌劇団退団後の主な活動

### 舞台
- Grand Stage（2016年10月、赤坂RED/THEATER） - 蘇皇唯 役[7]
- 美少女戦士セーラームーン -Le Mouvement Final-（2017年9月 - 10月、AiiA 2.5 Theater Tokyo / アイプラザ豊橋 / 梅田芸術劇場 シアター・ドラマシティ） - セーラーレッドクロウ 役[8]
- SaGa THE STAGE 〜七英雄の帰還〜（2018年9月21日、埼玉：戸田市文化会館 / 2018年10月2日 - 8日、東京：シアター1010 / 2018年10月17日 - 21日、大阪：サンケイホールブリーゼ） - 最終皇帝（女） 役[9]
- 機動戦士ガンダム00 -破壊による再生-（2019年2月15日 - 18日、日本青年館 / 2019年2月23日 - 24日、森ノ宮ピロティホール） - カティ・マネキン 役[10]
- 新サクラ大戦 the Stage （2020年11月19日 - 23日、ヒューリックホール） - アナスタシア・パルマ 役[11]
- 新サクラ大戦 the Stage 〜二つの焔〜（2021年12月17日 - 19日、シアター1010） - アナスタシア・パルマ 役[12]
- うみねこのなく頃に〜Stage of the golden Witch〜シリーズ（2022年 - 2024年） - 右代宮絵羽 役
  - Episode1（2022年3月31日 - 4月3日、CBGKシブゲキ!!）[13]
  - Episode2（2023年9月7日 - 9月10日、こくみん共済 coop ホール / スペース・ゼロ）[14]
  - Episode3（2024年2月22日 - 2月25日、こくみん共済 coop ホール / スペース・ゼロ）[15]
  - Episode4（2024年9月6日 - 9月9日、こくみん共済 coop ホール / スペース・ゼロ）[16]